# Typ 2595 So-Ki
Typ 2595 So-Ki/Typ 95 So-Ki – japoński transporter opancerzony z okresu II wojny światowej. Każdy z pojazdów tego typu był wyposażony w zestaw umożliwiający jazdę po szynach i użycie w charakterze drezyny.
Pierwsze pojazdy Typ 2595 zostały dostarczone jednostkom armii japońskiej walczącym w Chinach w 1936 roku. Prawdopodobnie powstało tylko 25 pojazdów tego typu.
Transporter opancerzony Typ 2595 był pojazdem gąsienicowym napędzanym sześciocylindrowym, rzędowym, chłodzonym powietrzem silnikiem wysokoprężnym. W kadłubie zamontowany był czołgowy karabin maszynowy Typ 97. Załoga składała się z kierowcy, dowódcy i sześciu żołnierzy desantu. Prędkość maksymalna na gąsienicach 25, na szynach 50 km/godz.